# Chenay (Sarthe)
Chenay ist eine französische Gemeinde mit 259 Einwohnern (Stand: 1. Januar 2022) im Département Sarthe in der Region Pays de la Loire; sie gehört zum Arrondissement Mamers und zum Kanton Mamers. Die Einwohner werden Cheneysiens genannt.

## Geographie
Chenay liegt an der Sarthe, etwa 50 Kilometer nördlich von Le Mans. Umgeben wird Chenay von den Nachbargemeinden Semallé im Norden, Montigny im Osten und Nordosten, Villeneuve-en-Perseigne im Süden und Osten, Saint-Paterne - Le Chevain im Südwesten, Cerisé im Westen sowie Valframbert im Westen und Nordwesten. Sie gehört zum Regionalen Naturpark Normandie-Maine.

## Bevölkerungsentwicklung
| 1962                       | 1968 | 1975 | 1982 | 1990 | 1999 | 2006 | 2018 |
| -------------------------- | ---- | ---- | ---- | ---- | ---- | ---- | ---- |
| 84                         | 85   | 94   | 105  | 134  | 108  | 153  | 236  |
| Quellen: Cassini und INSEE |      |      |      |      |      |      |      |

## Sehenswürdigkeiten
- Kirche Saint-André aus dem 11./12. Jahrhundert
- Rathaus aus dem 18. Jahrhundert
- Herrenhaus von 1759
- Mühle von Coudray aus dem 16. Jahrhundert

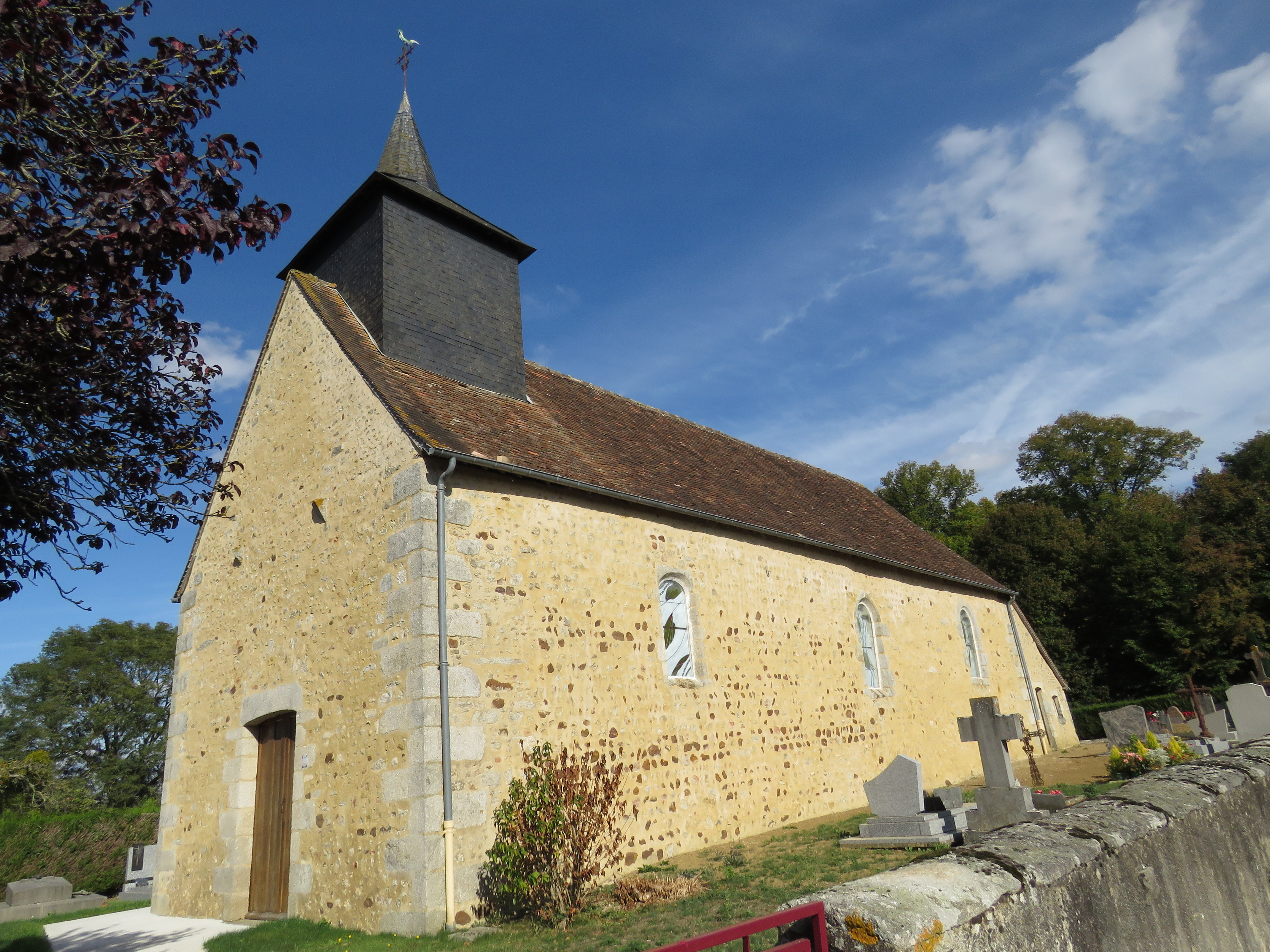
Kirche St. Andreas

- Gutshof aus dem 18. Jahrhundert